# Stoddart (cratère)
Pour les articles homonymes, voir Stoddart.
Stoddart est un cratère d'impact à la surface de Mercure. 
Le cratère a ainsi été nommé par l'Union astronomique internationale le 26 août 2024 en hommage à la peintre néo-zélandaise Margaret Stoddart (en) (1865-1934),. 
Son diamètre est de 155 km. Il se situe dans le Quadrangle de Beethoven (quadrangle H-7) de Mercure.